# Теплухин, Павел Михайлович
Теплухин Павел Михайлович  — российский предприниматель, финансист, экономист, генеральный партнер финансового бутика Matrix Capital, один из основателей управляющей компании «Тройка Диалог», бывший член Совета директоров и Председатель Комитета по стратегии ОАО «Роснано», бывший главный исполнительный директор «Дойче Банка» в России (до 2016 г.), независимый директор, член совета директоров ПАО Лукойл и бывший член Совета директоров Skolkovo Ventures, сыграл ключевую роль в создании рынка ценных бумаг в России, российской индустрии коллективных инвестиций, индустрии private banking, является одним из идеологов и соавторов реформы пенсионной системы в России.

## Биография
Родился 29 апреля 1964 года в Москве в семье врача и экономиста.

### Образование
- В 1986 году с отличием окончил экономический факультет Московского Государственного Университета им. М. В. Ломоносова.
- В 1989 году получил степень кандидата экономических наук в МГУ (научный руководитель — профессор Е. Г. Ясин).
- В 1993 году получил степень Master of Science in Economics в Лондонской школе экономики (научный руководитель — профессор Ричард Лэйард).
- В 1994 году окончил курсы по развивающимся рынкам, организованные Европейским банком реконструкции и развития в Вене[6].
- Прослушал курсы повышения квалификации в INSEAD (Фонтенбло, Франция) и Гарвардской бизнес-школе.

### Карьера
- 1986—1989 — Центральный экономико-математический Институт АН СССР, научный сотрудник. В группе под руководством профессора Ясина участвовал в разработке налоговой системы и институциональной реформы в России.
- 1990—1991 — АО «Академия», исполнительный директор. АО «Академия» — первая в СССР частная консультационная фирма[7].
- 1989—1995 — Институт экономической политики (позднее — Институт экономической политики им. Е. Т. Гайдара), старший научный сотрудник. Участвовал в разработке программы приватизации в России.
- 1991 — принимал непосредственное участие в создании инвестиционной компании «Тройка Диалог».
- 1991—1993 — Лондонская школа экономики, стажер.
- С 1993 года Павел Теплухин активно сотрудничал с Министерством финансов и Министерством экономики: сначала в качестве экономического советника в группе под руководством Джеффри Сакса, а затем в качестве эксперта Российско‑Европейского центра экономической политики. Теплухин является одним из авторов Федерального закона «Об инвестиционных фондах», а также пакета законов по пенсионной реформе.[7].
- 1994 — возглавил московский офис Лондонской школы экономики.
- 1996 — участвовал в запуске первого в США взаимного фонда, ориентированного на Россию.
- 1996 — инвестиционная компания «Тройка-Диалог», главный экономист.[2]
- 1997—2009 — ЗАО «Управляющая компания „Тройка Диалог“», президент и председатель правления. Павел Теплухин играет ключевую роль в создании рынка ценных бумаг, российской индустрии коллективных инвестиций, индустрии private banking. Является одним из идеологов и соавторов реформы пенсионной системы в России. Создаёт первый рыночный ПИФ недвижимости и первый ПИФ со страхованием жизни, управляет 4 из 5 крупнейших пенсионных фондов. Является председателем инвестиционного комитета ПИФа «Коммерческая недвижимость», членом наблюдательного совета совместного фонда прямых инвестиций Группы компаний «Тройка Диалог» и инвестиционного холдинга Temasek Russia New Growth Fund, членом комитета по рискам хедж-фонда Troika Russia Fund.[8][9]
- 2012—2016 — главный исполнительный директор Дойче Банка в России[10][10]
- В сентябре 2016 года объявил о создании финансового бутика Matrix Capital, партнерами в котором стали Евгений Гавриленков, Кирилл Громов, Тимур Насардинов и Иван Иванченко[11], а также Павел Малый.

### Участие в Советах Директоров в предыдущие годы
- Национальная лига управляющих
- Skolkovo Ventures
- ОАО Роснано
- ОАО «Центр Международной торговли»[12]
- ООО «ФОРМАТ»
- ГеоПроМайнинг
- ВТБ, член наблюдательного совета
- ОАО Аэрофлот
- Группа «Конти»
- ОАО «Мостотрест»
- ОАО «Мосэнерго»
- ОАО «ГУМ»
- ОАО «Волжская ТГК»
- Ассоциация по защите прав инвесторов
- Ассоциация Менеджеров России
- Экспертный совет при Комитете по кредитным организациям и финансовым рынкам Государственной Думы.

### Семья
Женат, воспитывает троих детей: Алексея (1990 г.р.), Елизавету (1995 г.р.), Александра (2009 г.р.).

### Хобби
Страстный коллекционер, один из партнёров «Российского антикварного салона», увлечённый театрал

## Достижения
- 2005 — назван лучшим менеджером в общенациональном рейтинге 1000 наиболее профессиональных менеджеров (по версии Ассоциации Менеджеров России)[14].
- 2006 — назван персоной года в России (по версии Ассоциации маркетинга России).
- 2005 — признан лучшим в рейтинге «Коммерсанта» «Топ-1000 самых профессиональных менеджеров России»[15].
- 2006 — лауреат премии «Серебряный лучник-2006» в номинации «Персона года»[16].
- 2007 — кавалер Ордена Татищева за службу Отечеству.
- 2007 — премия Национальной Лиги Управляющих за особый вклад в развитие рынка коллективных инвестиций[17].
- 2008 — вошёл в престижный список журнала Institutional Investor «20 восходящих звёзд в сфере Wealth Management»[18].

## Интересные факты
- Автор книги «Матрица Теплухина. До и после первого миллиона»[19] (2008 год).
- Идеолог и лицо девелоперского проекта «Варварино» в ближнем Подмосковье. Сам Павел Теплухин называет «Варварино» «поселком для близких по духу и отношению к жизни людей» и с каждым из потенциальных покупателей жилья проводит личную встречу[20].